# Литау, Николай Андреевич
Никола́й Андре́евич Лита́у (род. 9 августа 1955, село Советское, Северо-Казахстанская область) — яхтсмен, заслуженный мастер спорта России. Капитан яхты «Апостол Андрей». Организатор и участник уникальных путешествий под парусом.

## Биография
Родился 9 августа 1955 года на севере Казахстана. После окончания средней школы и до службы в армии работал на сахарном заводе. В 1974-1976 годах проходил срочную службу в рядах Советской Армии, служил в Иркутской области в частях дальней авиации. Был радистом. Демобилизовался в звании старшего сержанта с должности заместителя командира взвода.
После окончания воинской службы переехал в Москву, поступив на работу водителем в автоколонну Главмосстроя. В 1993 году ушел из автоколонны с должности начальника гаража. Параллельно с работой окончил Московский государственный открытый университет.
Литау с юных лет увлекается различными видами туризма: горным, конным, водным. В 1987 году (в возрасте 32 лет) он поступил в московский яхт-клуб «Буревестник», расположенный на Клязьминском водохранилище и объединявший яхт-клубы московских вузов. Участвовал в парусных регатах и дальних спортивных походах. Окончил судоводительский факультет Государственную морскую академию имени адмирала С. О. Макарова, в 1992 году получил диплом яхтенного капитана. С этого времени деятельность Николая Литау тесно связана с Фондом «Клуб «Приключение» под руководством Д. И. Шпаро, который поддерживал и финансировал, а порой и инициировал экспедиции под руководством или с участием Литау.
С 1993 по 1996 год Литау организовывал и руководил постройкой крейсерской яхты, созданной по специальному проекту для плавания в высоких широтах и названной патриархом Алексием II «Апостол Андрей». Яхта была заложена в Твери 1 июля 1993 года, спущена на воду 9 августа 1996 года и в конце сентября того же года переведена в свой порт приписки — Москву. В следующие годы Литау организовал и осуществил три кругосветных плавания «Апостола Андрея», во время которых было установлено несколько мировых рекордов.

## Экспедиции

### Яхта «Wild Goose» (1992)
В 1992 году английский писатель и яхтсмен Майлз Кларк (Miles Clark, 1960—1993) совершил путешествие на собственной яхте «Дикий гусь» («Wild Goose») вокруг Европы, часть которого от Белого до Чёрного морей проходила по внутренним водам России. Помощью в организации прохождения этого участка пути занимался клуб «Приключение» под руководством Д. И. Шпаро. Поскольку по советскому законодательству капитаном судна, идущего по водным путям внутри страны, не мог быть иностранец, роль капитана-наставника было предложено сыграть Литау, который провел яхту от Беломорска до Нижнего Новгорода (дальше яхту вел капитан А. И. Гершуни). Это было первое иностранное судно, прошедшее по Беломоро-Балтийскому каналу. Рассказ о путешествии был опубликован в журнале «National Geographic», корреспондент которого Джим Блейер находился на борту яхты, а также в книге, написанной по запискам М. Кларка его отцом Уоллесом Кларком  .

### Первое плавание «Апостола Андрея» (1996—1999)
Старт первому плаванию новой яхты был дан практически сразу же после того как было законечено её строительство и оборудование — 14 ноября 1996 года яхта вышла из Санкт-Петербурга в далекий путь по четырем океанам. Плавание было посвящено 300-летию российского флота. Его первый этап проходил по маршруту: С-Петербург — Хорсенс — Амстердам — Лондон — Брест — Лиссабон — Дакар — Конакри — Кейптаун — Порт-о-Франс — Фримантл — Сидней — Хониара — остров Сайпан — Петропавловск-Камчатский. На этом пути яхта 2 января 1997 года обогнула мыс Рока (западную оконечность Европы), 12 апреля — мыс Игольный (южную оконечность Африки), 3 мая достигла крайней южной точки плавания — 49°58' южной широты, 21 июля обогнула южную оконечность Австралии — мыс Саут-Пойнт и 14 октября пришла на Камчатку, где остановилась на зимовку.
Второй этап плавания — по Северному морскому пути начался 25 июля 1998 года. Яхта прошла по маршруту Петропавловск-Камчатский — Командорские острова — бухта Провидения — мыс Шмидта — Тикси. В районе мыса Шмидта «Апостол Андрей» пять недель находился в плену у льдов. 28 сентября яхта остановилась в Тикси на вторую зимовку и продолжила путь 25 июля 1999 года. 11 августа «Апостол Андрей» обогнул мыс Челюскина, самую северную точку своего пути (77°46' северной широты), а 2 сентября прошел Северный морской путь до конца, бросив якорь в проливе Югорский Шар. Затем яхта обогнула Скандинавию и 11 ноября 1999 года состоялся торжественный финиш плавания в Санкт-Петербурге  .

## Награды и звания
- медаль «За искусство мореплавания» (Medal for Seamanship, Великобритания, 2001 год);
- медаль «Голубая вода» (The Blue Water Medal, США, 2002 год)
- Орден Мужества (Указ Президента Российской Федерации № 1264 от 28 октября 2002 года);
- Fastnet Award (Ирландский Крейсерский Клуб, 2016 год)
- Медаль Тилмана (Королевский крейсерский клуб, 2017 год)
- Заслуженный мастер спорта России